# 泌阳县
泌阳县位于中华人民共和国河南省南部，是驻马店市下辖的一个县。泌阳县位于驻马店市西南部，南接桐柏县，北连方城县、舞钢市、舞阳县，西临唐河县、社旗县，东交遂平县、确山县、驿城区，总面积2335平方公里，总人口93.77万人。縣人民政府駐泌水街道。

## 历史
泌阳县域早在旧石器时代就已有人类定居。从当地已发掘的8处古文化遗址当中，有3处属于旧石器时代，5处属于新石器时代，属龙山文化。泌阳在春秋时期曾为吴国及楚国的疆域。除了有楚国的城门遗址和楚长城遗址以外，还有吴王的陵墓。战国时期分属楚国与韩国。
泌阳在历史上曾先后7次置州，8次设郡，15次立县。秦统一六国后属南阳郡。西汉置比阳县，归荆州刺史部南阳郡管辖，此后历经东汉与曹魏等王朝，政区建制及隶属不变。西晋时属荆州南阳国，东晋时期，先后为东晋、前燕、前秦等政权占有。南北朝时期，北魏设东荆州和泌阳县，泌阳兼为州治所在。东魏改置临舞县及期城郡，西魏及北周置淮州。隋开皇五年（公元585年）改置显州，大业年间改显州为淮安郡，并改县名为比阳，兼为郡治所在地。唐贞观年间改为唐州，比阳为州治。天宝元年（公元742年）改唐州为淮安郡，乾元初复名唐州。天祐三年（公元906年）改名泌州。北宋时期，比阳县属京西南路唐州，金朝时属南京路唐州。元朝至元三年（公元1266年）废比阳县。明洪武十三年（公元1380年）复置泌阳县，属南阳府。清朝承袭明制，政区建制及隶属不变。中华民国时期，1914年归汝阳道管辖，1932年归河南省第六行政督察区。1947年曾划分为泌北、泌西、泌东三县，1949年合为泌阳县，归南阳专区管辖，1965年5月划归驻马店专区。1969年归驻马店地区管辖。2000年驻马店地区撤销，设地级驻马店市，泌阳县归驻马店市管辖。
泌阳县境内历史上曾建有舞阴城，在县北，于西汉时置县。十六国时期，后秦曾在此置舞阴郡。南北朝时期复置舞阴县。东魏时改置临舞县，后废。

### 历史事件
1975年8月8日，位于板桥镇（时属泌阳县，目前属驻马店市驿城区管辖）的板桥水库因特大暴雨导致溃坝，史称河南“75·8”水库溃坝，造成约30个县市、1750万亩农田被淹，1000余万人受灾、约24万人死亡，倒塌房屋500余万间（一说680万间），冲走耕畜30.23万头，猪72万头，京广线被冲毁102公里。2005年该事件被美国《探索频道》评为世界历史上最重大的人为技术灾难第一名。

## 人口
根據第七次人口普查數據，截至2020年11月1日零時，泌陽縣常住人口為695239人。

## 地理
泌阳县位于南阳盆地的东部，处在秦岭-淮河线上，属于暖温带大陆性季风气候，四季较为分明。县治在泌阳河之北，得名泌阳。泌阳县地处浅山丘陵区，地势中部高，东西低，山区面积占总面积的43%，平原区占16%，丘陵区占41%。全县海拔在83—983米之间，平均海拔142.1米。主要山峰168座，白云山主峰白茅堵海拔983米，为驻马店市最高峰，横亘县境中东部，北有罗汉山、五峰山，中部有双山、三山，南部有铜山、盘古山等。境内有河流25条，分属淮河和长江水系。其中泌阳河在境内长74公里，沙河在境内长66公里。
泌阳县保有较佳的自然环境，并以“青山绿水环保县”作为县的口号。

## 行政区划
泌阳县下辖3个街道办事处、11个镇、8个乡，共354个行政村：
花园街道、泌水街道、古城街道、羊册镇、马谷田镇、春水镇、官庄镇、赊湾镇、郭集镇、泰山庙镇、王店镇、杨家集镇、高店镇、高邑镇、盘古乡、铜山乡、下碑寺乡、象河乡、付庄乡、贾楼乡、黄山口乡和双庙街乡。

## 经济
泌阳县2022年的生产总值为345.00亿人民币，人均生产总值50,875元，在河南省各县级行政区（不含市辖区）中分别排第36位和第50位。其中第一产业、第二产业和第三产业的生产总值分别为75.19亿元、137.15亿元和132.66亿元。县域经济综合实力在2018年排名河南省第35位。
产业方面，泌阳县有着悠久的香菇种植传统，是全国花菇生产第一大县，素有“泌阳花菇甲天下”之美誉。全县菇农有30多万户，种植袋料香菇4000多万袋，实现年产值6亿元。泌阳花菇为中国地理标志产品，被称作“菇中之皇”。此外，泌阳的特色农产品还包括夏南牛、泌阳驴、泌阳烟叶、马谷田瓢梨、羊册白菜等。近年来，泌阳县大力发展夏南牛养殖业。至2019年，全县夏南牛产业集群全口径收入达100亿元，从事肉牛养殖人员达10万人，建成了夏南牛工程技术研发中心、夏南牛博士后流动站、夏南牛科技公司等。

## 交通
泌阳县境内有 许广高速、 沪陕高速和 新阳高速三条高速公路经过，此外还有 240国道、 330省道、 331省道、 332省道、 333省道、 529省道等国道及省道。临近的民用机场为信阳明港机场及南阳姜营机场，距县城均为90余千米。
泌阳县境内目前并无铁路经过，20世纪70-80年代境内曾修有明泌铁路，连接泌阳县与信阳市明港镇，为窄轨铁路，于1986年通车。近年来随着公路交通的完善，目前已废弃。

## 文化

### 文物古迹
泌阳县境内现有婆子山摩崖造像、焦芳墓、楚长城遗址等河南省文物保护单位10处。

### 旅游景点
- 泌阳县烈士陵园：安葬了一百多名革命先烈。陵园免费对外开放。
- 铜山森林公园：以其秀、怪、奇、险而闻名，被确定为省级风景名胜区。
- 白云山森林公园
- 盘古山：中国民间文艺家协会认定的“中国盘古圣地”。

### 著名人物
历史上著名的泌阳人有：南北朝时期的无神论者范缜；明朝内阁大学士焦芳等。现当代泌阳的著名人物则有：曾任中共海南省委书记的卫留成；曾任河南省人民政府副省长的王铁；现任安徽省人大常委会副主任陶明伦等。